# Chevening
Chevening – wieś w Anglii, w hrabstwie Kent, w dystrykcie Sevenoaks. Leży 28 km na zachód od miasta Maidstone i 31 km na południowy wschód od centrum Londynu. W 2001 miejscowość liczyła 2762 mieszkańców.